# Trillium taiwanense
Trillium taiwanense là một loài thực vật có hoa trong họ Melanthiaceae. Loài này được S.S.Ying miêu tả khoa học đầu tiên năm 1989.